# Жовтий Брід
Жовтий Брід — село в Україні, у Житомирському районі Житомирської області. Входить до складу Романівської селищної громади. Населення становить 167 осіб (2001).

## Історія
У 1906 році — село Чуднівської волості Житомирського повіту Волинської губернії. Відстань від повітового міста 45 верст, від волості 30. Дворів 49, мешканців 272.
У 1925—54 роках — адміністративний центр Жовтобрідської сільської ради Довбишського району.
У жовтні 1935 року із села Жовтий Брід до Харківської області виселено 10 польських родин (50 осіб). Серед виселених 12 осіб чоловічої статі, 15 жіночої, 23 дитини. Натомість на місце вибулих радянською владою переселялися колгоспники-ударники з Київської і Чернігівської областей.
12 червня 2020 року, відповідно до розпорядження Кабінету Міністрів України № 711-р «Про визначення адміністративних центрів та затвердження територій територіальних громад Житомирської області», територію та населені пункти Прутівської сільської ради включено до складу Романівської селищної територіальної громади Житомирського району Житомирської області.